# さつま無双
さつま無双株式会社（さつまむそう）は、鹿児島県鹿児島市七ツ島一丁目に本社・工場を置き、芋焼酎「さつま無双」を製造販売する日本の醸造業。

## 沿革
1966年（昭和41年）にさつま無双株式会社として創設された。「無双」という名称は、県民からの一般公募で決まった。

## 主な製品

### 芋焼酎
- 極の黒
- 天無双
- 赤無双
- ロイヤル無双
- 帥（そつ）
- かたじけない
- 火焔山
- 火焔山　紅
- さつま無双（オリジナル）
- さつま無双 黒
- さつま無双 紫
- つわぶき紋次郎
- 桜門
- 酔彩
- 甕つぼ仕込み

### 麦焼酎
- しろはち
- くろはち
- 無々
- 黒むぎ

## 関連会社
- 三和酒造